# (200122) 1997 CR6
(200122) 1997 CR6 es un asteroide perteneciente al cinturón de asteroides, descubierto el 4 de febrero de 1997 por el equipo del Near Earth Asteroid Tracking desde el Observatorio de Haleakala, Hawái, Estados Unidos.

## Designación y nombre
Designado provisionalmente como 1997 CR6.

## Características orbitales
1997 CR6 está situado a una distancia media del Sol de 2,590 ua, pudiendo alejarse hasta 3,182 ua y acercarse hasta 1,998 ua. Su excentricidad es 0,228 y la inclinación orbital 28,43 grados. Emplea 1522,68 días en completar una órbita alrededor del Sol.

## Características físicas
La magnitud absoluta de 1997 CR6 es 15.